# Klaus nomi Ses 20 plus belles chansons
Albums de Klaus Nomi
In Concert
(1986) Za Bakdaz
(2007)
Ses 20 plus belles chansons est la deuxième compilation Best-Of posthume du chanteur Klaus Nomi sortie en septembre 1994. Elle reprend les principaux succès de ses deux albums, Klaus Nomi et Simple Man, ainsi que des inédits de l'époque de son vivant. Une partie des bénéfices de cette compilation est reversée à ACT-UP Paris (association de lutte contre le SIDA). Le disque s'est écoulé à 200 000 exemplaires en France.

## Titres
1. Cold song
2. Can't help falling in love
3. Keys of life
4. Lightning strikes
5. The twist
6. Nomi song
7. You don't own me
8. Wasting my time
9. Total eclipse
10. Samson and delilah
11. Der nussbaum
12. From beyond
13. After the fall
14. Just one look
15. Falling in love again
16. Icurok
17. Rubberband lazer
18. Wayward sisters
19. Ding dong
20. Simple Man